# خنیفره
خنیفره یکی از شهرهای کشور مراکش است.